# Cosmos atrosanguineus
Espèce
Statut de conservation UICN

 EW  : Éteint à l'état sauvage
Cosmos atrosanguineus (le cosmos chocolat) est une espèce de plante à fleurs du genre Cosmos originaire du Mexique.

## Histoire
Le cosmos chocolat avait été classifié initialement dans le genre Bidens et répertorié en 1861 par Charles Edward Ortgies sous l'appellation de Bidens atrosanguineus. En 1894,  William Jackson Hooker a reclassifié la plante dans le genre Cosmos en tant que Cosmos diversifolius var. atrosanguineus.
Cette espèce n'existe plus qu'en culture depuis 1902, où elle est reproduite en tant que clone par multiplication végétative.

## Description
C'est une plante herbacée vivace, qui grandit jusqu'à 40 à 60 cm et dotée de tubercules charnus. Les feuilles sont longues de 7 à 15 cm, pennées, avec des folioles de 2 à 5 cm de longueur.
Le capitule de 3 à 4,5 cm de diamètre, est composé d'une couronne de six à dix (généralement huit) larges ligules de couleur pourpre foncé à brun foncé, simulant des pétales, et des fleurons au centre. Ces fleurs émettent un léger parfum de vanilline (comme de nombreux chocolats), notamment en fin des après-midis chauds et estivaux.

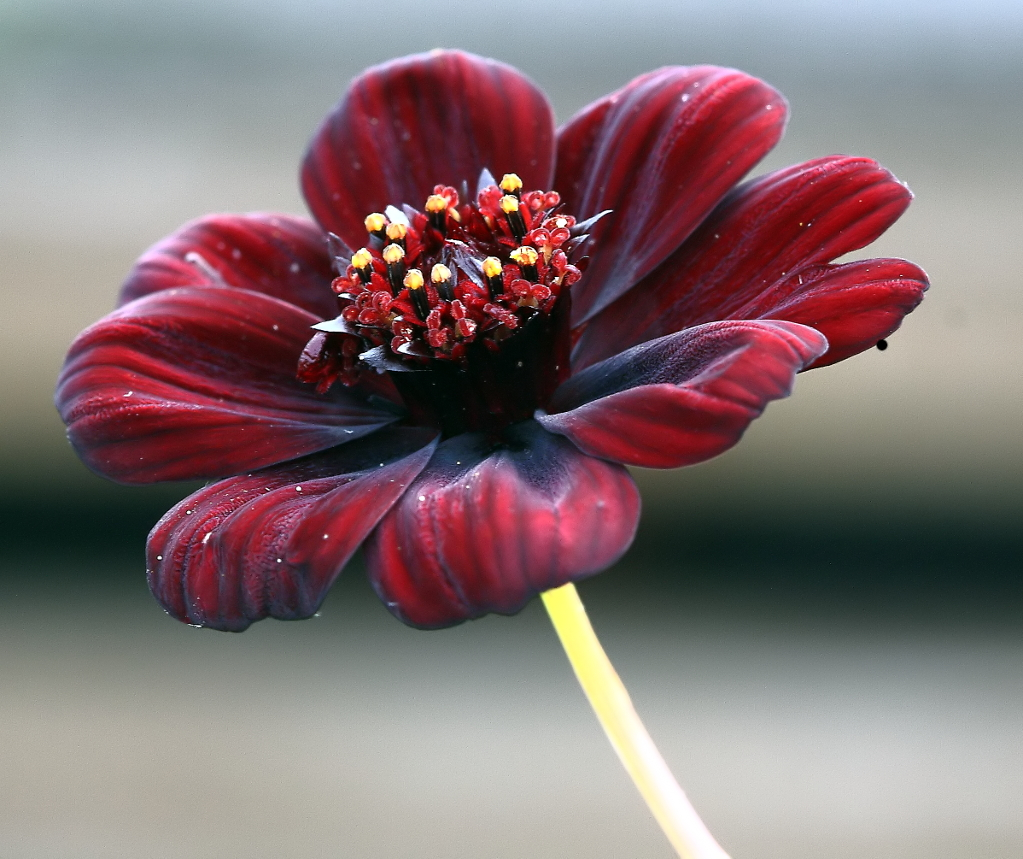
Fleur.
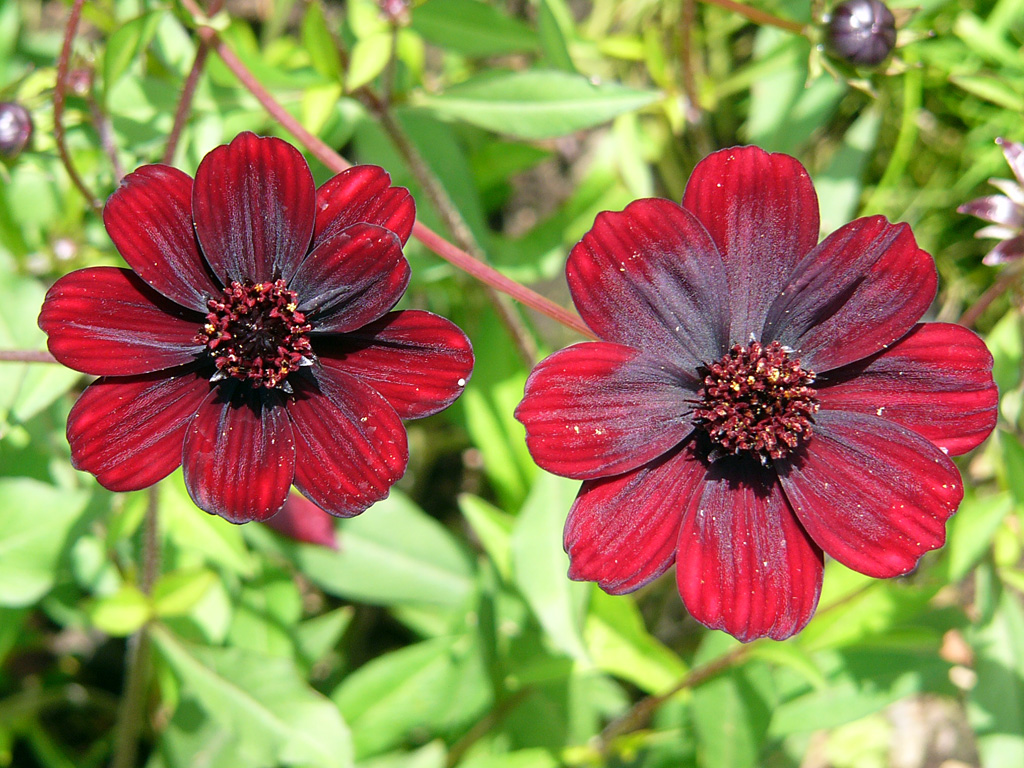
Fleur.
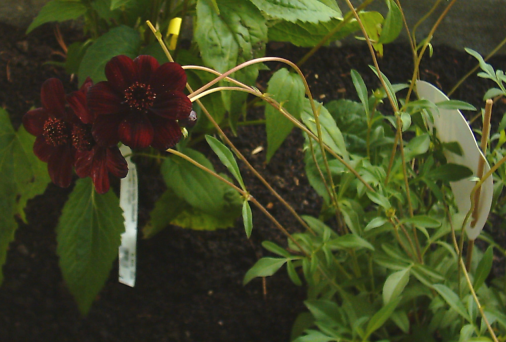
Plante.

## Culture et utilisation
Cosmos atrosanguineus est utilisée en tant que plante ornementale. Elle ne produit pas de graine viable et ne se répand que par la division de ses tubercules. Elle a besoin d'une exposition en plein soleil ou à mi-ombre. Dans les régions à climat tempéré, elle est sensible au gel ; d'où la nécessité soit d'arracher les tubercules avant l'hiver, soit de les protéger avec un paillis.
La floraison est abondante de juin à octobre, à condition de couper les fleurs fanées.